# 청룡초등학교 (경기)
청룡초등학교는 대한민국 경기도 화성시 비봉면 청요리에 있는 공립 초등학교이다.

## 학교 연혁
- 1946년 12월 11일 비봉국민학교 청룡분교장 인가
- 1949년 9월 27일 청룡국민학교 승격
- 1949년 10월 21일 초대 이은영 교장 취임
- 1950년 5월 10일 제1회 졸업식 거행
- 1985년 9월 2일 병설유치원 개원
- 1992년 1월 13일 본관 증·개축(현관, 교장실, 교실 2개)
- 1995년 3월 1일 청룡초등학교로 개칭
- 1997년 8월 26일 2개 교실 증축, 조리실, 급식실 개축
- 2007년 5월 22일 청룡 교육문화관 준공(다목적실, 유치원, 음악실, 도서관)
- 2010년 3월 1일 특수학급 1개 신설
- 2012년 3월 1일 제20대 이달주 교장 취임
- 2013년 2월 15일 제64회 졸업식 거행(누계 2,425명)